# Playa Champagne
La Playa Champagne (en inglés: Champagne Beach; en francés: Plage de Champagne) es una playa muy popular situada en la isla de Espíritu Santo en Vanuatu parte de Oceanía. Es famosa por sus hermosas playas de arena blanca, una de los mejores en el Pacífico Sur. Es visitada con regularidad por los turistas de cruceros y barcos de Australia. Sus aguas son muy claras.
La playa de Champagne está situada en las proximidades y al lado de Hog Harbour Village en el noreste de Santo. Se localiza específicamente en las coordenadas geográficas 15°08′38″S 167°07′13″E / -15.143792, 167.120381. 